# Inteligencia artificial en el marketing digital
En la actualidad, los procesos asociados a la inteligencia artificial (AI) tienen una incidencia vital en el marketing y la publicidad en internet ya que estos facilitan el estudio del mercado en las marcas. Esto ha permitido hacer entrega de información publicitaria adecuada a las características e intereses de los usuarios, proceso también llamado segmentación por comportamiento. La IA, entonces, sirve para estudiar, definir y segmentar a los usuarios en pro de crear discursos y estrategias que respondan a las demandas y atributos de su público. Con este fin, la IA contempla, además, distintas formas de rastreo y recolección de información tales como las cookies de rastreo o la captura de datos tras distintas plataformas gratis que alimentan sus bases de datos. De este modo, según la cantidad y cualidad de la información, y los objetivos y tiempos de las empresas, existe cierto tipo de aprendizaje para la máquina de IA óptimo para desarrollar la tarea. No obstante, la generación de "soluciones" y resultados es un proceso repetitivo e incesante ya que las empresas siempre buscan anticiparse a la realidad.

## Recolección de datos
La recolección de datos es el conjunto de procesos por los cuales es posible obtener la información para crear o enriquecer una base de datos; esta puede darse de manera análoga o virtual. En el mundo no-virtual las personas comparten su información cuando llenan una solicitud, se registran para votar, registran un producto para garantía, adquieren una licencia para conducir o van a participar de una rifa. Los datos delicados como los transaccionales también se pueden conocer cuando las personas usan su tarjeta de crédito o pagan una factura con un cheque. La información virtual, por otra parte, es principalmente favorecida por el internet ya que en él las cookies registran cada clic, las búsquedas conscientes en el navegador y la interacción de las personas en las redes sociales se registran, los celulares graban a sus dueños si dicen “hola siri” o “ok google”, hay cámaras en las calles que guardan registros en bases de datos etc. Y, a futuro, cuando se desarrolle e integre más el internet de las cosas a la cotidianidad la cantidad de información será mucho más detallada.
La siguiente es la lista de tipologías de datos que una organización puede recolectar:
- Demográficos: Nombre, Género, Edad, Raza, Dirección, Teléfono, Huella digital, Frecuencia cardíaca, Peso, Dispositivo, Identificación del gobierno.
- Historia: Educación, Carrera, Antecedentes penales, Exposición a la prensa, Publicaciones, Premios, Membresías de asociaciones, Puntaje de crédito, Asuntos legales, Divorcios, Viajes, Préstamos.
- Preferencias: Configuración, Promoción de Ideas, Partido político, Grupos sociales, "Me gusta" social, Entretenimiento, Aficiones, Fuentes de noticias, Historial del navegador, Afinidad de marca.
- Posesiones: Ingresos, Hogar, Automóviles, Dispositivos, Ropa, Joyas, Inversiones, Suscripciones, Colecciones, Relaciones sociales.
- Actividades: Pulsaciones de teclas, Gestos, Seguimiento ocular, Parte del día, Ubicación, Dirección IP, Publicaciones sociales, Salidas a comer, Ver televisión, Frecuencia cardíaca a lo largo del tiempo.
- Personalidad: Religión, Valores, Donaciones, Partido político, Escepticismo / Altruismo, Introvertido / Extrovertido, Generoso / avaro, Adaptable / Inflexible, Agresivo / Pasivo, Opinión, Estado de ánimo.

## Higiene de datos
Para alimentar la IA con los datos se hace necesario conocer cómo se recopiló, limpió, muestreó, agregó, segmentó y qué transformación es requerida antes de combinarla con otras secuencias de datos. Este proceso es primordial para garantizar que el resultado del análisis sirva para el objetivo deseado y pueda influenciar el mundo exterior: por ejemplo encontrar el titular perfecto para inducir a un grupo de personas hacia la compra. Por esta razón se recomienda un experto en materia de datos para decidir qué bits (información) deben ser incluidos y cuáles rectificados. 
Véase también Minería de datos

## Características de los datos
Para un experto en Marketing es necesario saber la tipología de los datos con los cuales se trabaja en inteligencia artificial. En este punto existen dos conceptos claves: la cardinalidad y la dimensionalidad. El primero se refiere a la unicidad de los elementos que hay en una columna de base de datos. Por ejemplo, un correo electrónico tiene alta cardinalidad porque debería ser único mientras que vivir en “París” tiene baja cardinalidad porque más de uno comparte esa característica. En cuanto a dimensionalidad se refiere, se reconoce como la cantidad de atributos obtenidos acerca de un individuo; cuando se tiene información de más de un individuo se genera una base de datos en donde cada atributo se vuelve una dimensión. La IA es clave en el tratamiento de base de datos multidimensional ya que a través de su red neuronal artificial es posible encontrar conexiones y patrones con fundamento estadístico. Estos datos multidimensionales se pueden mapear y estudiar por medio de máquinas de vectores de soporte que utilizan algoritmos para la predecir la categoría de un nuevo dato.
Véase también Modelo entidad-relación

## Tipos de aprendizajes en la Inteligencia artificial
En general existen 3 tipos o niveles de aprendizaje en la Inteligencia artificial: supervisado, no supervisado y por refuerzo; de los cuales, dependiendo de la necesidad específica de la empresa, alguno podrá ser aplicado.

### Aprendizaje supervisado
Artículo principal Aprendizaje supervisado
Se trata de enseñarle a la máquina ciertas reglas (datos de entrenamiento) para que cree un perfil y reconozca los resultados que cumplen esas entradas. Por ejemplo, si se le enseña a identificar gatos a través de un grupo de imágenes, en el futuro debería poderlos identificar por sí solo. O, si una marca ya tiene definido su mejor tipo de usuario, se pueden utilizar esas características para ubicarlos a todos.

### Aprendizaje no supervisado
Artículo principal Aprendizaje no supervisado
La máquina realiza asociaciones y obtiene conclusiones nuevas a partir de la información que ya contiene: Si ya identifica gatos entonces puede estudiar su contexto y reconocer que estos se encuentran en sillas y sofás como tendencia. O, por ejemplo, puede encontrar que la persona que buscó la cámara “Sony DSC W830 de 20.1 Megapixeles cámara digital” después de haber buscado “cámara digital”, “reseñas de cámaras digitales” y “cámaras con wifi” tiene un 50% más de probabilidad de comprar que el que solo buscó “cámara digital”, “reseñas de cámaras digitales” y “cámaras digitales a la venta”.

#### Asociaciones
Por reglas de asociación las máquinas pueden inferir por ejemplo si una persona es propensa a comprar algo con la lógica de “los que compraron esto también compraron aquello”. El análisis de datos por asociación tiene dos conceptos claves y son: el soporte (support) y la confianza (confidence). El primero se referiría a la cantidad de veces que un ítem ha aparecido en la bolsa de compras y el segundo relaciona la cantidad de veces que dos ítems han sido comprados juntos. Por ejemplo, si una persona compró crema dental 400 veces y seda dental 300, y 300 veces compró los productos juntos significa que la confianza es de ¾ o el 75%, pero la asociación entre los dos es del 100%.

#### Anomalías
Contrario a los patrones están las anomalías, a las cuales se les debe prestar especial atención pues son cambios inesperados que deben ser explicados para tomar acción. Por ejemplo, se puede detectar un fraude si aparece una compra realizada en un lugar que no coincide con la ubicación real de la persona. No obstante, también pueden haber anomalías benéficas para tomar decisiones de marketing como ser tendencia en Twitter y poder aprovechar la fama para inducir a la compra.

### Aprendizaje por refuerzo
La máquina, a partir de su propio proceso de aprendizaje, genera salidas y conclusiones que somete a prueba para aprender y mejorar. El aprendizaje por refuerzo se diferencia del supervisado porque en el supervisado el hombre debe indicar cuando la máquina se equivoca mientras que “por refuerzo” la máquina crea su propio modelo mental del mundo en el cual, por ejemplo, decide cuál es el póster más impactante para cierto grupo de personas.

## Funcionamiento del aprendizaje no supervisado
Este sistema de aprendizaje se compone de redes neuronales que funcionan como un cerebro en donde cada neurona transmite información a otras para generar un resultado. Cada neurona artificial tiene sus límites pues a nivel individual cuenta con ciertas entradas y salidas, no obstante, si se da una situación con alto soporte (support) y alta confianza (confidence) manda el mensaje a otras ya que dada la situación las hace propensas a difundir la señal. Considerando la situación de una ida a cine las entradas serían los factores que pueden influenciar que se dé o no: clima, esfuerzo, costo. Estas entradas no son binarias sino que operan en una escala de grises (ya que el sentimiento sobre el clima o el esfuerzo no tienen una respuesta a o b; por tal razón las salidas son un porcentaje (por ejemplo, 65% de probabilidad de ir a cine). 
Esta cantidad de capas y factores crean diferentes capas de decisión que se convierten en aprendizaje profundo o deep learning. Este aprendizaje combina muchas capas de información (por ejemplo el nivel de educación, la probabilidad de comprar pasta y seda dental etc.) para enriquecer cada unidad neuronal y así proveer nuevas salidas y conclusiones. De esta forma, ya no es el humano quien establece esas relaciones sino que a partir de los datos la máquina crea un proceso de aprendizaje. El fortalecimiento y robustez de este aprendizaje se transforma en lo que previamente se le llamó "aprendizaje por refuerzo".

## Marketing en navegadores

### Google
Google a través de su “red de display de Google” compuesta por distintos sitios web (también llamados editores) apoya su servicio/programa "Google ads". En él Google recibe anuncios de anunciantes para posteriormente seleccionar los sitios web (editores) asociados al anuncio dependiendo de criterios como la relevancia del contenido, el precio de oferta y los ingresos que obtendría. Así, en el modelo de publicidad dirigida de Google, los editores son usados para rastrear a los usuarios mientras navegan en internet (por medio de la cookie DoubleClick cuyo dominio pertenece a Google) y al mismo tiempo para perfilar a los usuarios cuando estos visitan sus páginas. Por ejemplo, si un usuario que visita frecuentemente un sitio web de futbol será tageado en la categoría de “deporte” y en la subcategoría de “fútbol”. Ello cruzado a la información demográfica que Google posee (como edad, género, locación) crea un perfil de usuario que será usado para mostrarle publicidad (el método de segmentación por comportamiento). Según una investigación, el 88% de etiquetas/categorías con que se perfila un individuo (como por ejemplo "fútbol") reciben anuncios dirigidos que están directamente asociados a las palabras claves que las definen ("deportes"). Estas etiquetas/categorías que definen a los individuos se actualizan en un rango de 1 y 2 minutos y se pueden observar en la página de preferencias de Google Ads.

## Marketing en redes sociales

### Facebook
Facebook, al igual que otras plataformas como Amazon, utilizan el método de mercadotecnia 1×1 en donde se utiliza: el historial de páginas visitadas, la información recopilada por firmas corredoras de datos (tales como Experian, Acxiom y Epsilon que se dedican a la perfilación de datos digitales) y los datos e interacciones de los usuarios en la plataforma para perfilarlos y anunciarles según sus intereses. Específicamente Facebook tuvo una evolución en su tecnología de anuncios dirigidos cuando en mayo 6 del 2015 se asoció con IBM con el fin de darle a sus usuarios una experiencia más personalizada y relevante. En la práctica, los anuncios personalizados de Facebook han convertido a la plataforma en una herramienta indispensable para los anunciantes (el 92% de compañías de mercadotecnia la usan) ya que es menos costosa que otros medios y además tiene gran alcance (al menos 1.39 mil millones de usuarios activos por mes).

## Preocupaciones sobre el uso de IA en Marketing
Los modelos de negocio como el de Google en donde la información personal adquiere un valor monetario genera grandes preocupaciones sobre la privacidad de los usuarios. Categorías sensibles como la orientación sexual, la salud, la religión y la ideología política están siendo utilizadas para mostrar publicidad dirigida aun cuando en muchos lugares está prohibido hacer uso de esa información. Según una investigación entre un 10% y 40% de los anuncios mostrados a personas perfiladas con dichas condiciones sensibles corresponden a anuncios que apelaban a esas características.